# 丹臻
丹臻（1665年—1702年），滿洲愛新覺羅氏。清太宗皇太極曾孫、肅武親王豪格孫、顯慤親王富綬第四子、康熙帝堂姪。第二任顯親王（1670年－1702年）。
康熙九年（1670年），父親富綬逝世，丹臻承襲顯親王爵位。康熙三十五年（1696年），跟從康熙帝出征噶爾丹。康熙四十一年（1702年），丹臻逝世。朝廷予以諡號「密」。顯親王爵位由第六子衍潢繼承。

## 家庭

### 妻妾
- 福晋李佳氏，提督李祜巴之女
- 侧福晋富察氏，前锋参领噶尔弼之女
- 侧福晋他塔喇氏，额尔孙之女
- 庶福晋夏佳氏，夏成格之女
- 庶福晋文氏，博硕尼之女
- 庶福晋兆佳氏，多尔泰之女
- 妾钮祜禄氏，塞克之女
- 妾石氏，石登之女
- 妾王氏，塞格色之女
- 妾赫舍里氏，雅图之女
- 妾王氏，王晋恭之女
- 妾刘氏，刘七之女
- 妾李氏，李大胜之女

### 子
- 长子纳尔山（1685-1686），母庶福晋夏佳氏夏成格之女，康熙二十四年生，康熙二十五年卒
- 次子追封和硕肃亲王成信（1688-1758），母庶福晋夏佳氏夏成格之女，康熙二十七年生，乾隆二十三年卒，乾隆四十三年七月追封和硕肃亲王。嫡福晋富察氏头等侍卫拉布之女，继福晋纳喇氏男七十七之女，三娶福晋毕禄氏精三之女，侧福晋庞佳氏八十之女，庶福晋李佳氏李沛氏之女，庶福晋卢佳氏卢凤之女，庶福晋马佳氏玛图之女。五子：第一子永魁，第二子奉恩将军永俊，第三子副都统永杰，第四子永恒，第五子和硕肃恭亲王永锡。
- 三子正义（1690-1696），母侧福晋富察氏前锋参领噶尔弼之女，康熙二十九年生，康熙三十五年卒
- 四子齐清额（1690-1691），母庶福晋文氏博硕尼之女，康熙二十九年生，康熙三十年卒
- 五子臣奇（1691-1695），母庶福晋夏佳氏夏成格之女，康熙三十年生，康熙三十四年卒
- 第四任和硕显谨亲王衍潢：（1691-1771），显密亲王丹臻第六子，母侧福晋富察氏前锋参领噶尔弼之女，康熙四十一年（1702年），父亲丹臻逝世，衍潢承袭显亲王爵位。乾隆三十六年（1771年），衍潢逝世，朝廷予以谥号“谨”。显亲王爵位由富绶之孙、辅国将军拜察礼（富绶第五子）第三子蕴著承袭。
- 七子告退奉国将军衍德（1692-1763），母侧福晋他塔拉氏额尔孙之女，康熙三十一年生，乾隆二十八年卒，嫡妻瓜尔佳氏佐领阿宴泰之女，妾佟氏佟安之女，妾王氏王喜之女，妾张氏张德之女。五子：第一子德椿，第二子宝栋，第三子副护军参领奉恩将军宝铭，第四子三等侍卫宝鉴，第五子宝叙。
- 八子施嵩（1694-1695），母侧福晋他塔拉氏额尔孙之女，康熙三十三年生，康熙三十四年卒
- 九子襄德（出继），母庶福晋夏佳氏夏成格之女，康熙五十年三月过继与伊叔伽蓝保为嗣。
- 十子义庄（1695-1697），母庶福晋兆佳氏披甲多尔泰之女，康熙三十四年生，康熙三十六年卒
- 十一子臧德（1697-1699），母侧福晋他塔拉氏额尔孙之女，康熙三十六生，康熙三十八年卒
- 十二子松盖（1697-1698），母庶福晋兆佳氏披甲多尔泰之女，康熙三十六生，康熙三十七年卒
- 十三子延叙（1698-1699），母庶福晋兆佳氏披甲多尔泰之女，康熙三十七年生，康熙三十八年卒